# Willum Þór Willumsson
Willum Þór Willumsson (ur. 23 października 1998) – islandzki piłkarz, występujący na pozycji pomocnika w Birmingham City F.C. w angielskiej EFL League One. 

## Kariera klubowa
Willumsson jest wychowankiem Breiðabliku, w barwach którego zadebiutował w Úrvalsdeild 1 października 2016 roku w wieku zaledwie 17 lat. W pierwszym zespole regularnie zaczął występować w sezonie 2018, kiedy to rozegrał 19 na 22 możliwych meczów. 15 lutego 2019 roku został zawodnikiem BATE Borysów. W lipcu 2022 Willumsson przeszedł do Go Ahead Eagles w niderlandzkiej Eredivisie. 19 lipca 2024 został zawodnikiem Birmingham City F.C., podpisując 4-letni kontrakt. Zadebiutował w otwierającym sezon remisie 1-1 z Reading F.C., schodząc w połowie z kontuzją kolana.

## Kariera reprezentacyjna
W reprezentacji Islandii zadebiutował 15 stycznia 2019 roku w towarzyskim spotkaniu z Estonią, po tym jak w 68. minucie zmienił Jóna Dagura Þorsteinssona.

## Życie osobiste
Willum jest synem Willuma Þór Þórssona, byłego piłkarza i trenera, a aktualnie deputowanego do parlamentu Islandii.